# Ramy Bensebaini
Amir Selmane Ramy Bensebaini (ar. رامي بن سبعيني; ur. 16 kwietnia 1995 w Konstantynie) – algierski piłkarz grający na pozycji środkowego obrońcy w niemieckim klubie Borussii Dortmund oraz w reprezentacji Algierii. Złoty medalista Pucharu Narodów Afryki 2019.

## Kariera piłkarska
Swoją karierę piłkarską Bensebaini rozpoczął w 2008 roku w klubie Paradou AC. W 2013 roku zadebiutował w niej w trzeciej lidze algierskiej. W 2014 roku został wypożyczony do Lierse SK. Zadebiutował w nim 3 sierpnia 2014 w przegranym 0:1 wyjazdowym meczu z Club Brugge. W sezonie 2014/2015 spadł z Lierse z pierwszej do drugiej ligi.
W 2015 roku Bensebaini trafił na wypożyczenie do Montpellier HSC. W Ligue 1 zadebiutował 8 sierpnia 2015 w przegranym 0:2 domowym meczu z Angers SCO. W Montpellier grał w sezonie 2015/2016.
W 2016 roku Bensebaini został kupiony za 2 miliony euro przez Stade Rennais. W nim swój debiut zaliczył 6 listopada 2016 w przegranym 0:4 wyjazdowym spotkaniu z Paris Saint-Germain.

## Statystyki kariery
| Sezon             | Klub                     | Kraj              | Rozgrywki         | Liga  | Liga | Puchar krajowy | Puchar krajowy | Puchar ligowy | Puchar ligowy | Europa | Europa | Inne  | Inne | Suma  | Suma |
| Sezon             | Klub                     | Kraj              | Rozgrywki         | Mecze | Gole | Mecze          | Gole           | Mecze         | Gole          | Mecze  | Gole   | Mecze | Gole | Mecze | Gole |
| ----------------- | ------------------------ | ----------------- | ----------------- | ----- | ---- | -------------- | -------------- | ------------- | ------------- | ------ | ------ | ----- | ---- | ----- | ---- |
| 2013/14           | Paradou AC               | Algieria          | III liga          | 32    | 3    | 0              | 0              | -             | -             | -      | -      | -     | -    | 32    | 3    |
| 2014/15           | Lierse SK                | Belgia            | Jupiler League    | 28    | 2    | 1              | 0              | -             | -             | -      | -      | -     | -    | 29    | 2    |
| 2015/16           | Montpellier HSC          | Francja           | Ligue 1           | 22    | 2    | 2              | 0              | 1             | 0             | -      | -      | -     | -    | 25    | 2    |
| 2016/17           | Stade Rennais            | Francja           | Ligue 1           | 25    | 0    | 0              | 0              | 1             | 0             | -      | -      | 1     | 0    | 27    | 0    |
| 2017/18           | Stade Rennais            | Francja           | Ligue 1           | 29    | 0    | 1              | 0              | 3             | 0             | -      | -      | 1     | 1    | 34    | 1    |
| 2018/19           | Stade Rennais            | Francja           | Ligue 1           | 25    | 1    | 4              | 1              | 1             | 0             | 9      | 1      | -     | -    | 39    | 3    |
| 2019/20           | Borussia Mönchengladbach | Niemcy            | Bundesliga        | 19    | 5    | 1              | 0              | -             | -             | 6      | 0      | -     | -    | 26    | 5    |
| 2020/21           | Borussia Mönchengladbach | Niemcy            | Bundesliga        | 25    | 4    | 3              | 1              | -             | -             | 5      | 2      | -     | -    | 33    | 7    |
| 2021/22           | Borussia Mönchengladbach | Niemcy            | Bundesliga        | 23    | 4    | 1              | 2              | -             | -             | -      | -      | -     | -    | 24    | 6    |
| 2022/23           | Borussia Mönchengladbach | Niemcy            | Bundesliga        | 14    | 5    | 2              | 1              | -             | -             | -      | -      | -     | -    | 16    | 6    |
| Ogółem w karierze | Ogółem w karierze        | Ogółem w karierze | Ogółem w karierze | 242   | 26   | 15             | 5              | 6             | 0             | 20     | 3      | 2     | 1    | 285   | 35   |

Stan na: 25 grudnia 2022r.

## Kariera reprezentacyjna
W reprezentacji Algierii Bensebaini zadebiutował 7 stycznia 2017 roku w wygranym 3:1 towarzyskim meczu z Mauretanią. W 2017 roku został powołany do kadry na Puchar Narodów Afryki 2017.